# Copa Roca de 1922
A Copa Roca de 1922 foi um torneio de futebol amistoso disputado entre a Seleção Brasileira e a Seleção Argentina, no dia 22 de outubro de 1922.
Neste jogo a Seleção Brasileira foi obrigada a atuar com uma equipe considerada como um Time B, já que a seleção principal estava disputando o Campeonato Sul-Americano no Rio de Janeiro. A Argentina também jogou com um time B. O time brasileiro foi formado basicamente por atletas que atuavam em times paulistas. A AFA e a FIFA não consideram esse jogo como sendo da seleção principal da Argentina.
Esta foi a primeira vez que o Brasil jogou em São Paulo e também fora do Rio de Janeiro. Nesta partida, pela primeira vez aconteceu uma substituição em jogo da Seleção Brasileira quando Leite de Castro saiu contundido.

## Regulamento
Foi realizado apenas um jogo e em solo brasileiro, no Parque Antártica na cidade de São Paulo, no dia 22 de outubro de 1922. O vencedor do confronto seria declarado o campeão da Copa Roca de 1922.

## A Decisão
Aos três minutos de jogo, Leite de Castro teve de sair após sua cabeça se chocar com a do zagueiro argentino Celli. Em seu lugar, entrou Brasileiro. Foi a primeira substituição em jogo da Seleção Brasileira. Aos 17 minutos, Francia chutou, o goleiro brasileiro Mesquita rebateu e Chiesa aproveitou o rebote. 0 a 1.
No segundo tempo, Brasileiro serviu a Gambarotta que chutou, a bola ainda desviou em Celli antes de entrar nas redes argentinas. 1 a 1. Outro passe de Brasileiro para Gambarotta. 2 a 1.

## Detalhes
| 22 de outubro | Brasil              | 2 – 1     | Argentina  | Parque Antártica, São Paulo, Brasil                 |
|               | Gambarotta 55', 70' | Relatório | 17' Chiesa | Público: 15,000 Árbitro: Antônio Carneiro de Campos |

|            | G  | Mesquita        | (Portuguesa)      |
|            | LD | Grané           | (Ypiranga-SP)     |
|            | Z  | Clodô           | (Paulistano)      |
|            | Z  | Abatte          | (Paulistano)      |
|            | V  | Faragassi       | (Ypiranga-SP)     |
|            | V  | Nesi            | (São Cristóvão)   |
|            | M  | Leite de Castro | (Botafogo)        |
|            |    | Brasileiro      | (Minas Gerais-SP) |
|            | A  | Zezé            | (Fluminense)      |
|            | A  | Gambarotta      | (Corinthians)     |
|            | A  | Tepet           | (Ypiranga-SP)     |
|            | A  | Osses           | (Ypiranga-SP)     |
| Treinador: |    |                 |                   |
| Netto      |    |                 |                   |

|            | G | Tesoriere | (Boca Juniors)      |
|            | D | Celli     | (Newell's Old Boys) |
|            | D | Castoldi  | (Sportivo Barracas) |
|            | D | Chabrolín | (Newell's Old Boys) |
|            | D | Médici    | (Boca Juniors)      |
|            | M | Solari    | (Boca Juniors)      |
|            | A | De Césari | (Newell's Old Boys) |
|            | A | Chiesa    | (Huracán)           |
|            | A | Gaslini   | (Alvear)            |
|            | A | Rivet     | (Del Plata)         |
|            | A | Francia   | (Rosário Central)   |
| Treinador: |   |           |                     |
| Tesoriere  |   |           |                     |

## Premiação
| Copa Roca de 1922          |
| Brasil                     |
| -------------------------- |
| BRASIL Campeão (2º título) |

## Artilheiros
- Gambarotta: 2 gols
- Ángel Chiesa: 1 gol

## Assistências
- Brasileiro: 2 assistências